# Blencarn
Blencarn – wieś w Anglii, w Kumbrii, w dystrykcie (unitary authority) Westmorland and Furness. Leży 35 km na południowy wschód od miasta Carlisle i 388 km na północny zachód od Londynu.